# Родригес Акоста, Офелия
Офелия де ла Консепсьон Родригес Акоста Гарсия (исп. Ofelia de la Concepción Rodríguez Acosta García; 9 февраля 1902, Пинар-дель-Рио  — 28 июня 1975, Гавана или Мексика) — кубинская писательница, журналистка и радикальная феминистка. Писала феминистские хроники, рассказы, эссе, романы и пьесы. В своих сочинениях обращалась к социальной тематике и страстно защищала права женщин. Считается одной из известнейших социальных реформаторов Кубы.

## Биография
Отец Родригес был писателем и интеллектуалом. Она училась в Гаванском институте, а позже получила стипендию на обучение в Европе и Мексике. Ещё в возрасте 12 лет Родригес написала роман Evocaciones, который был опубликован в 1922 году.
Родригес была в числе наиболее плодовитых кубинских авторов 1920-х и 1930-х годов, публикуя романы, рассказы, пьесы и множество журнальных статей. Наряду с Марибланкой Сабас Аломой Родригес стала одной из самых влиятельных писательниц, привлекших внимание к феминистскому делу на Кубе в первой половине XX века. В тот период Родригес вела активную политическую жизнь и писала для «Bohemia» (1929–32), «разработав радикальные психологические вызовы предписанному поведению кубинских женщин». Она также руководила основанным ей журналом «Espartana» (1927). Её роман «La Vida Manda» (1927) с захватывающим содержанием вызвал возмущение общественности и слыл самым противоречивым из её произведений. В романе «Счастливая порода» (1929) она затронула тему лесбиянства.
Родригес считала, что женщинам необходимо освободиться, наслаждаясь свободной любовью и отвергая религиозные, социальные и сексуальные ограничения общества. Она чувствовала, что женщины будут продолжать зависеть от мужчин до тех пор, пока не возьмут своё освобождение в свои руки.
Родригес была библиотекарем группы женщин-интеллектуалок под названием Женский клуб Кубы. Она также принадлежала к Женскому профсоюзу. Родригес жила в Европе в 1935–1939 годах, но в конце концов поселилась в Мексике. Обстоятельства её смерти неоднозначны. Согласно одному сообщению, у неё случился психический срыв, она проходила лечение в психиатрической больнице и умерла в мексиканском доме для умалишенных, в то время как в другом отчёте говорится, что она умерла в доме престарелых Сантовения в Гаване.

## Избранные работы
- Apuntes de mi viaje a Isla de Pinos (1926).
- La tragedia social de la mujer (1932).
- En la noche del mundo (1940).
- Diez mandamientos cívicos (cinco éticos y cinco estéticos) (1951).
- Hágase la luz. La novela de un filósofo existencialista (1953).
- La muerte pura de Martí (1955).
- Algunos cuentos (de ayer y de hoy) (1957).

### Хроники
- Evocaciones (1922).
- Europa era así (1941).

### Романы
- El triunfo de la débil presa (1926).
- La vida manda (1929; 1930).
- Dolientes (1931.)
- Sonata interrumpida (1943).
- La dama del Arcón (1949).